# كارمين إنفانتينو
كارمين إنفانتينو (بالإنجليزية: Carmine Infantino)‏ مواليد 24 مايو 1925 في بروكلين - الوفاة 4 أبريل 2013 في مانهاتن، كان فنان ومحرر قصص مصورة أمريكي. كان نشطا بشكل كبير خلال العصر الفضي للقصص المصورة. أدخل في قاعة مشاهير جائزة إيسنر في سنة 2000. عمل على عدة عناوين في دي سي كومكس مثل أكشن كومكس، ديتكتيف كومكس وأدفنشر كومكس.

## روابط خارجية
- كارمين إنفانتينو على موقع IMDb (الإنجليزية)
- كارمين إنفانتينو على موقع قاعدة بيانات الفيلم (الإنجليزية)